# Санскара (обряд)
Санскари (санскр. संस्कार, saṃskāra IAST) — таїнства, жертвопринесення та ритуали, які слугують перехідними обрядами і фіксують різні етапи життя індусів. Усі люди, особливо двічінароджені, повинні здійснювати низку жертвопринесень із підношеннями богам, предкам і хранителям відповідно до ведійських висловів про дхарму і праведне життя. У широкому сенсі терміном «санскара» позначають дію ритуального характеру, спрямовану на поліпшення людини чи предмета.
Санскари формують класичну ритуальну систему, яка має міцні зв'язки з ідеологією як ведійського, так і домашнього (гріх'я) жертвопринесення, а також ритуалів шраута. У класичний період для всіх санскар був потрібен вогонь, хома і присутність навчених брахманів, яких обдаровували (дакшина) на важливому, вже заключному етапі обряду. За винятком весілля та похорону, саме брахман здійснював ритуали, випереджаючи їх кількома підготовчими діями та оголошуючи про призначення обряду.
Кожну важливу подію в житті індуси відзначають учиненням певної санскари. Контролюючи ритуалами життя індивіда ще до народження, вони продовжуються до останнього жертвопринесення, тобто похорону. Виконання їх для багатьох індусів є способом досягти неба (сварга) після смерті. Також, за повір'ями індусів, усі зміни в житті людини сповнені прихованих небезпек, і люди на порозі таких змін у своєму житті особливо вразливі до дій демонів і чаклунів. Санскари ж захищають людей від таких згубних впливів.
Нині багато санскар урізаються за часом або нехтуються. Упанаяна, наприклад, виявляється часто лише як символічна підготовка нареченого до весілля. Посібники зі санскар часто враховують місцеві традиції, що породжує численні варіації ритуалів.
Окрім церемоній слово «санскара» також використовується у спілкуванні на позначення критеріїв виховання. Хороша санскара — гарне виховання.
Багато санскар сягає корінням дуже давніх часів, деякі, можливо, доарійської доби. Основні визнані джерела відомостей про санскари такі: Веди, гріх'я-сутри, дхарма-сутри, ітіхаси, пурани та певні смріті.

## Розбіжності щодо загальної кількості санскар
Число санскар було до певного часу дуже великим. Майже кожен офіційний обряд належав до санскар і доповнювався ритуалами вогню та води, молитвами, жертвопринесеннями, підношеннями, очищеннями та іншими церемоніями, регламентованими давніми законами. Але вже в період сутр, коли впорядковуються ритуали, найбільше число санскар досягає 48 («Гаутама-дхармасутра», VIII, 14-22), потім знижується до 40, потім до 18, 16, 12 або навіть до 10. Сучасний стандартний набір таких обрядів обмежений традиційними 12-ма або 16-ма санскарами, що стосуються народження, дитинства, ініціації, весілля і смерті. Більше половини з них стосуються перших трьох років життя людини. Пізні ведійські гріх'я-сутри та післяведійські дхарма-шастри починали список із весілля, ритуалу, який у давнину включав початок статевих стосунків у сім'ї та запліднення нареченої на четверту ніч. У пізніші часи ця схема зазнала змін.
Відьярамбха, ведарамбха і антьєшті не перераховуються в стародавніх текстах, наприклад, у Ману-Смріті або гріх'я-сутрах, як окремі санскари. До них іноді додають карнаведху, тому список найважливіших санскар скорочується відповідно до 12.

## 16 найважливіших санскар
Хоча в гріх'я-сутрах число санскар варіюється між 12 і 18, пізніше закріплюється комплекс із 16 санскар, відомих як «Шодаша-санскара» (Ṣoḍaśa Saṃskāra IAST). Їх наведено нижче.
1. Гарбхадхана (Garbhādhāna IAST) — це акт зачаття. Ця перша санскара відбувається безпосередньо після кожного шлюбного союзу. Акт першого статевого контакту чи запліднення відомий як нішека.
2. Пумсавана (Puṃsavana IAST) — ритуал, покликаний гарантувати народження хлопчика. Здійснюється на третьому місяці вагітності. Якщо це перша вагітність, то може відбуватися і на четвертому місяці.
3. Симантоннаяна (Sīmantonnayana IAST) — обряд, що відбувається на четвертому місяці першої жіночої вагітності і що складається в розділенні волосся жінки для створення проділу.
4. Джатакарман (Jātakarman IAST) — церемонія, пов'язана безпосередньо з народженням дитини. Призначена для розумового розвитку дитини та забезпечує гарну удачу.
5. Намакарана (Nāmakaraṇa IAST) — церемонія присвоєння імені дитині. Відбувається на 10-й чи 12-й день після народження.
6. Нішкрамана (Niṣkrāmaṇa IAST) — перше покидання дитиною стін будинку. Зазвичай відбувається на четвертому місяці після народження.
7. Аннапрашана (Annaprāśana IAST) — ритуал, який проводиться, коли дитині виповниться 6 місяців. Під час його дитина вперше приймає тверду їжу, найчастіше рис. Це важливий ритуал для всіх відгалужень індуїзму.
8. Чудакарана (Cūḍākaraṇa IAST) — також відома як чоулам (choulam) або мундана (mundana). Церемонія полягає у першій стрижці дитячого волосся. На третьому чи п'ятому році життя дитини її голову голять, залишаючи лише невеликий пучок волосся ззаду.
9. Карнаведха (Karṇavedha IAST) — проколювання вух. Виконується спеціальною голкою, а потім на рану наноситься олія. Цей ритуал застосовують і до хлопчиків, і до дівчаток.
10. Відьярамбха (Vidyāraṃbha IAST), або Акшарарамбха — початок вивчення дитиною абетки. Церемонією керує батько дитини чи шановний учитель.
11. Упанаяна — церемонія пов'язування священного шнура, званого яджнопавіта. Проводить учитель, як посвяту хлопчика в учнівство після досягнення дитиною 8 років. Крім священного шнура, хлопчика одягають у шкуру антилопи під назвою кришнаджина.
12. Ведарамбха — початок вивчення Вед і упанішад.
13. Кешанта (Keśānta IAST) — перше гоління. Проводиться у вигляді особливої церемонії для юнака, який досяг 16 років.
14. Самавартана (Samāvartana IAST) — церемонія, пов'язана із закінченням вивчення Вед під керівництвом гуру. Знаменує кінець періоду учнівства та ашрами брахмачаріна.
15. Віваха (Vivāha IAST) — весільний ритуал, що грає велику роль у житті сучасних індусів.
16. Антьєшті (Antyeṣṭi IAST) — ритуали, пов'язані з похороном.

## Санскари та жіноча стать
До Ману-Смріті основні ритуалісти визначали деяких дівчат як «брахмавадіні» («тлумачі священних текстів») і дозволяли виконання ними всіх санскар. Решта дівчат задовольнялися упанаяною і весіллям. Від часів Ману основною санскарою для всіх дівчат вважають весілля. Слід зауважити, що перша менструація (раджодаршана або самартха) не є санскарою, хоча в Південній та Східній Індії цю подію виконують як ритуал.